# Stänk och flikar
Stänk och flikar är en diktsamling av Gustaf Fröding, utgiven 1896. Hans förläggare Albert Bonnier var tveksam till en av dikterna, En morgondröm, och bad Fröding att överväga att stryka dikten.

## Dikter
- Stänk och flikar

### Bohemiska vers
- Nyköpings gästabud
- Flickan i ögat
- Men
- Fredlös
- Uppsalaflicka
- Lycklandsresan
- Torborg

### Hemvers och vardagsvers
- Strövtåg i hembygden
- Ett gammalt förmak
- Sagoförtäljerskan
- Släktvisan
- En vårfästmö
- Ett gammalt bergtroll
- Jägar Malms hustrur
- Lelle Karl-Johan
- Härjarinnor
- En balfantasi
- Marquis de Moi-Même

### Två glädjedikter
- En morgondröm
- Gudarne dansa

### Ur Kung Eriks visor
- En visa om när jag var lustig med Welam Welamsson på Upsalahus och ärkebiskop Lars och doktor Bengt voro utanför och väntade
- En visa om mig och narren Herkules
- En visa till Karin när hon hade dansat
- En visa till Karin ur fängelset

### Drömvers
- Si drömmaren kommer där
- Prins Aladin av Lampan
- Det borde varit stjärnor
- En strandvisa
- I Daphne
- Herran steg över Korasan
- Drömmar i Hades
- Sagan om Gral
- Aningar
- En flik av framtiden